# Асма бинт Марван
Асма бинт Марван (араб. عصماء بنت مروان‎; ум. 21 марта 624 — арабская писательница и поэтесса.

## Биография
О её детстве и отрочестве информации практически не сохранилось, да и прочие биографические сведения о ней весьма скудны и отрывочны; известно лишь, что она была современницей Мухаммеда, дочерью Мервана и была замужем за арабом из племени Бану-Хатма исповедовавшего ислам. История об Асме бинт Марван и её смерти впервые появляется в произведениях арабских историков Ибн Исхака и Ибн Сада аль-Багдади, согласно им она и её семья считали Мухаммеда и его последователей нежелательными нарушителями в Медине; она публично критиковала местных соплеменников, принявших ислам называя их довольно нелестными словами.
После казни еврейского стихотворца Абу Афака, который, несмотря на преклонные лета, успешно восстановил многих членов своего племени против Магомета, Асма составила несколько поэм, резко осуждавших эту казнь. Пророк поручил тогда Омейру, единственному лицу из племени Бану-Хатма, принявшему мусульманство, жестоко наказать её за это. 21 марта 624 года он прокрался в её комнату в темноте ночи, где она спала со своими пятью детьми и с младенцем на груди. Омейр переложил ребенка с груди матери и убил Асму. 
История этой женщины не считается достоверной по правилам исламской хадисоведения.